# Tři mušketýři (muzikál)
Tři mušketýři je český muzikál Michala Davida na motivy stejnojmenného románu Alexandra Dumase.
Jde o jedno z divácky nejnavštěvovanějších a nejúspěšnějších hudebních představení v Praze. Výpravné komerční představení vytvořené na motivy pocházející z knihy Alexandra Dumase staršího. Michal David zúročil své předcházející zkušenosti z muzikálu Kleopatra. Úspěch u diváků zaznamenaly písně Jediná, Láska, Ráda mám a Touha znát. Choreograf a režisér Libor Vaculík uchopil možnosti divadla Broadway úplně jinak, než jeho předchůdce Renč, a tím představení dostalo zcela jiný rozměr než cokoli, co bylo v tomto divadle uváděno před ním. Společně s kostýmy Romana Šolce se tato velkovýpravná multimediální hudební revue setkala s nebývalým úspěchem na česko-slovenské muzikálové scéně.
Záznam představení byl vydán na DVD, derniéra muzikálu se uskutečnila po dvou sezónách v červnu 2006. Od ledna 2007 se zcela nově obsazené představení uvádí na Slovensku. Petra Janů byla za roli královny Anny Rakouské v nejužší nominaci na cenu Thálie 2004. Petr Kolář byl za roli Athose v širší nominaci na stejné ocenění.
Na podzim roku 2017 je naplánována premiéra pokračování muzikál Tři mušketýři a to muzikál Muž se železnou maskou
- Hudba: Michal David
- Texty: Lou Fanánek Hagen
- Režie a choreografie: Libor Vaculík
- Premiéra: 18. listopad 2004 v Divadle Broadway v Praze
- Muzikál se nepravidelně hraje v Divadle Broadway v Praze i v roce 2023.

## Obsazení
- Premiérové obsazení v roce 2004 v divadle Broadway
- d’Artagnan: Alan Bastien, Tomáš Beroun, Pavol Habera
- Athos: Josef Vojtek, Petr Kolář, Martin Skala
- Mylady: Monika Absolonová, Markéta Zehrerová, Linda Finková
- královna Anna: Radka Fišarová, Petra Janů, Markéta Zehrerová, Sylva Schneiderová
- Constance: Zuzana Norisová, Zdenka Trvalcová, Sabina Laurinová
- kardinál Richelieu: Bohouš Josef, Tomáš Trapl, Marian Vojtko
- Rochefort: Martin Skala, Zbyněk Fric, Martin Pošta, Ota Balage
- Buckingham: Zbyněk Fric, Tomáš Bartůněk, Martin Maxa, Ota Balage
- Aramis: Pavel Polák, Dušan Kollár, Juraj Bernáth, Michal Penk (roli měl nastudovat také Patrik Stoklasa)
- Porthos: Jan Gajdoš, Lešek Semelka, Jiří Helekal
- Planchet: Aleš Háma, Jakub Wehrenberg, Petr Pečený, Richard Genzer
- Bonacieux: Ivan Vyskočil, Vladimír Brabec, Michal Suchánek, Zdeněk Dušek
- král Ludvík XIII.: Pavel Vítek, Jiří Březík, Lešek Semelka

### Obsazení v roce 2008 v divadle Hybernia
Obnovená premiéra muzikálu se uskutečnila 28. 2. 2008 v divadle Hybernia v Praze. Obsazení částečně zůstalo stejné, částečně se změnilo.
- d’Artagnan: Alan Bastien, Tomáš Beroun, Zbyněk Fric
- Athos: Petr Kolář, Martin Skala, Josef Vojtek
- Aramis: Juraj Bernáth, Jaromír Holub, Petr Poláček
- Porthos: Jiří Helekal, Stanislav Hložek, Lešek Semelka
- Mylady: Monika Absolonová, Radka Fišarová, Sylva Schneiderová
- královna Anna: Ilona Csáková, Linda Finková, Petra Janů
- Constance: Zuzana Norisová, Zdenka Trvalcová, Šárka Vaňková
- Richelieu: Bohouš Josef, Tomáš Trapl, Marian Vojtko
- Rochefort: Martin Pošta, Tomáš Savka, Martin Skala
- Buckingham: Tomáš Bartůněk, Dušan Kollár, Martin Maxa
- král Ludvík XIII.: Jiří Březík, Lešek Semelka, Pavel Vítek
- Planchet: Richard Genzer, Jan Kuželka, Petr Pečený, Aleš Háma
- Bonacieux: Jakub Wehrenberg, Jan Kuželka, Michal Suchánek, Ivan Vyskočil

### Obsazení obnoveného představení v roce 2011 v divadle Hybernia
- d’Artagnan: Alan Bastien, Tomáš Beroun, Zbyněk Fric
- Athos: Petr Kolář, Josef Vojtek
- Aramis: Juraj Bernáth, Jaromír Holub
- Porthos: Jiří Helekal, Stanislav Hložek, Lešek Semelka
- Mylady: Monika Absolonová, Radka Fišarová, Sylva Schneiderová
- královna Anna: Linda Finková
- Constance: Zdenka Trvalcová, Šárka Vaňková, Markéta Procházková
- Richelieu: Bohouš Josef, Tomáš Trapl, Marian Vojtko
- Rochefort: Martin Pošta, Tomáš Savka
- Buckingham: Tomáš Bartůněk, Dušan Kollár, Martin Maxa
- král Ludvík XIII.: Jiří Březík, Lešek Semelka
- Planchet: Jan Kuželka, Jan Fiala, Aleš Háma
- Bonacieux: Jakub Wehrenberg, Jan Kuželka, Ivan Vyskočil

### Obsazení obnoveného představení v roce 2012 v divadle Broadway
- d’Artagnan: Alan Bastien, Tomáš Beroun, Zbyněk Fric
- Athos: Petr Kolář, Josef Vojtek, Marian Vojtko
- Aramis: Juraj Bernáth, Jaromír Holub
- Porthos: Jiří Helekal, Stanislav Hložek
- Mylady: Alžbeta Bartošová, Sylva Schneiderová
- královna Anna: Linda Finková, Radka Fišarová, (understudy Sylva Schneiderová)
- Constance: Zdenka Trvalcová, Markéta Procházková
- Richelieu: Bohouš Josef, Tomáš Trapl, Marian Vojtko
- Rochefort: Martin Pošta, Ladislav Spilka
- Buckingham: Alan Bastien, Dušan Kollár
- král Ludvík XIII.: Jiří Březík, Lešek Semelka, (v roce 2013 i Martin Šemík)
- Planchet: Juraj Bernáth, Jakub Wehrenberg, (v roce 2013 i Aleš Háma)
- Bonacieux: Zdeněk Dušek, Ivan Vyskočil, Jakub Wehrenberg

### Obsazení obnoveného představení v roce 2015 v divadle Broadway
- d’Artagnan: Tomáš Beroun, Jan Kopečný
- Athos: Tomáš Beroun, Josef Vojtek, Marian Vojtko
- Aramis: Juraj Bernáth, Petr Ryšavý
- Porthos: Jiří Helekal, Stanislav Hložek
- Mylady: Alžbeta Bartošová, Sylva Schneiderová
- královna Anna: Linda Finková, Radka Fišarová
- Constance: Zdenka Trvalcová, Markéta Procházková, Lucia Bugalová
- Richelieu: Bohouš Josef, Tomáš Trapl
- Rochefort: Martin Pošta, Zbyněk Fric
- Buckingham: Dušan Kollár, Josef Vágner
- král Ludvík XIII.: Martin Šemík, Lešek Semelka
- Planchet: Juraj Bernáth, Richard Genzer, Jan Kuželka
- Bonacieux: Ivan Vyskočil, Michal Suchánek

Radka Fišarová odehrála 1 představení v roli Mylady, Jaromír Holub odehrál 1 představení jako Aramis a Zbyněk Fric odehrál 1 představení jako Buckingham.

### Obsazení obnoveného představení od roku 2017 v divadle Broadway
- d’Artagnan: Vojtěch Drahokoupil, Jan Kopečný
- Athos: Peter Pecha
- Aramis: Juraj Bernáth, Petr Ryšavý, Jaromír Holub
- Porthos: Josef Vágner, Stanislav Hložek
- Mylady: Alžbeta Bartošová, Sylva Schneiderová, Radka Fišarová, Michaela Nosková
- královna Anna: Linda Finková, Radka Fišarová
- Constance: Zdenka Trvalcová, Markéta Procházková, Lucia Bugalová
- Richelieu: Bohouš Josef, Tomáš Trapl
- Rochefort: Martin Pošta, Zbyněk Fric
- Buckingham: Dušan Kollár, Josef Vágner
- král Ludvík XIII.: Martin Šemík, Lešek Semelka
- Planchet: Jan Kuželka
- Bonacieux: Ivan Vyskočil

## Seznam scén a písní

### 1. jednání
1. Přátelství (Alexander Dumas, chlapec)
2. Má být u mušketýrů (d’Artagnan) > ve verzi 2012 není!
3. Stále jste krásná… (Rochefort, Mylady, d’Artagnan)
4. Myslím, že už odchází (Constance)
5. Jediná (d’Artagnan)
6. Promiňte mi, pane (d’Artagnan, Athos, Aramis, Porthos)
7. Proč já (Richelieu, král)
8. Ráda mám (Královna)'
9. Jedem na všechny (Mylady) > ve verzi 2012 není!
10. Promiňte mi, pane II. (d’Artagnan, 3 mušketýři)
11. Souboj mušketýrů s gardisty
12. Přátelství náhodné (d’Artagnan, 3 mušketýři)
13. Povaleč (Planchet)
14. Mám s vámi, Constance, jen utrpení (Bonacieux, Constance)
15. Láska (Athos)
16. Hon na Constance / Málo už jen scházelo (d’Artagnan)
17. Zpívám gloria (Constance, d’Artagnan)
18. L’interval (Alexander Dumas, chlapec)
19. Depeše (Constance, d’Artagnan, Rochefort, Mylady)
20. Paříž je dnes pro Vás místo zlé (Constance, Buckingham) > ve verzi 2012 není!
21. Špatné zprávy (Rochefort)
22. Touha znát (Richelieu)
23. Každá mince má rub nebo líc (Richelieu, Mylady) > ve verzi 2012 chybí úvod Mylady!
24. Budiž královna nevstává (Richelieu)
25. Pár pro lásku chvil (královna, Buckingham)
26. Jak já vrátiti ten šperk zpátky mám (král, Richelieu, královna, Constance)
27. Fáze smůly (Richelieu, Rochefort) > ve verzi 2012 není!
28. Víc jsem čekal od Paříže (Planchet, d’Artagnan)
29. Služba nebývale náročná (Constance, d’Artagnan, 3 mušketýři)
30. Přátelství na třikrát (d’Artagnan, 3 mušketýři)

### 2. jednání
1. Zaspal jsem, ale mušketýři ne (Alexander Dumas, chlapec) > ve verzi 2012 není!
2. Dnes je Vaším cílem sám Buckingham (Richelieu, Mylady, Rochefort)
3. Volba má (Mylady) – píseň přidána s obnovenou premiérou 2008
4. Dejte mi svůj glejt (Athos, Mylady)
5. Mylady do Londýna vyplouvá / Souboj II. (d’Artagnan, 3 mušketýři) > ve verzi 2012 není!
6. Láska v závějích (Constance, královna) > ve verzi 2012 není!
7. Ložnice (Planchet, Bonacieux)
8. Já jsem přece král (král)
9. Proč já II. (Richelieu, král)
10. Svodům podléhám (Buckingham)
11. S jedem si hrát je mat (Buckingham, Mylady)
12. Pozdě již je, příteli (Buckingham, d’Artagnan)
13. Pozvání na večeři (3 mušketýři, Planchet) > od verze 2008 není
14. Sfouknu další ze svíček (Mylady)
15. Mám důvod se bát (d’Artagnan)
16. Ráj (Constance)
17. Vražda Constance (Mylady, Constance)
18. Lásko, přísahám (d’Argagnan)
19. Dobře ji znám (Athos)
20. Soud (D´artagnan, Mylady, 3 mušketýři)
21. Čas na lásku mít (Athos, Mylady)
22. Nevím, co dál (královna)
23. Cítím, že hroutí se plán (Král, Richelieu, královna)
24. Prázdné vítězství (d’Artagnan, královna)
25. Štěstí couvá (Rochefort)
26. Pane hrabě, máte dnes špatný den (Rochefort, d’Artagnan)
27. Já vím (Richelieu)
28. Má být u mušketýrů II. (král, královna, Richelieu)
29. Mušketýr ví jak žít (d’Artagnan, 3 mušketýři)

## Videa
- Sestřih z muzikálu v Divadle Hybernia (uvedení 2011) (Musical.cz)